# 이공기 호성공신교서 및 초상
이공기 호성공신교서 및 초상(李公沂 扈聖功臣敎書 및 肖像)은 충청북도 제천시 봉양읍 공전리, 제천의병전시관에 있는 조선시대의 공신교서 및 초상화이다. 2009년 9월 11일 충청북도의 유형문화재 제304호로 지정되었다.

## 개요
李公沂는 조선시대 宣祖年間(재위 : 1567∼1608)에 어의를 지낸 인물이다. 임진왜란 때 선조를 호종한 공으로 扈聖功臣 3等에 책록 되었으며, 녹봉으로 제천의 토지를 하사받아 제천에 정착하였던 것으로 믿어진다. 제천시 송학면 도화리에는 아직도 후손 한산이씨가 집성촌을 이루고 있으며, 초상화 역시 도화리 한계군 영당에 봉안되어 있다가 교서와 함께 제천시에 기증되었다.
敎書는 선조 37년(1604) 10월에 韓溪君 李公沂에게 내린 공신 교서이다. 비단에 두꺼운 선지를 포개 붙여 만든 것으로 가로 19cm, 세로 39cm의 두루마리 형태이다.
임진왜란 평정에 큰 공훈을 세운 사람들에게 내려진 훈호는 扈聖ㆍ宣武 두 가지로 나누고 있는데, 임진왜란 당시 서울에서 의주까지 선조를 扈從한 사람을 扈聖功臣으로, 왜병을 정벌한 장수들과 원병과 양곡 요청을 위해 명나라에 왕래한 사신을 선무공신으로 책봉하였다.
이공기의 공적 사례, 공신에 대한 포상과 특전, 공신의 명단, 사실증명 등을 차례로 적고 있는데, 앞부분은 화재로 소실되었다.
가로 195cm, 세로 39cm 크기로 당시 宣祖가 扈聖功臣에 봉한 1등 2명, 2등 31명, 3등 53명 등 모두 86명의 이름이 수록되어 있는데 당시 承旨였던 신지제(申之悌)가 글을 짓고 명필 한호(韓濩)가 썼다고 전한다.
肖像은 烏紗帽에 團領을 입고 拱手姿勢를 취하고 의자에 앉아 있는 左顔七分面의 全身坐像이다. 사모의 높이는 제법 높으며, 전혀 음영기 없이 흑색으로만 채색되어 있다. 사모의 兩角은 외곽선을 굵고 검은 선으로 형용하고, 안에는 雲紋을 집어넣었다. 안색은 옅은 살색을 기조로 하여 외곽선 및 이목구비를 안색보다 약간 짙은 색 선으로 규정하였다.
단령은 시대가 올라간 만큼 깃이 파여 있지 않고, 안에 받쳐 입은 옷의 동정이 귀 위까지 바짝 올라가 있다. 가슴에는 雲雁胸背(조선시대 정이품과 종이품 문관이 관복에 달던 흉배)가 부착되어 있으며, 鶴頂金帶(조선시대 종이품 벼슬아치가 관복이나 조복에 띠던 띠)를 착용하고 있어, 이 초상화를 그릴 당시 이공기의 품계는 종이품관으로 생각된다. 한편 왼 어깨는 둥글고 오른 어깨는 경사가 져 있어 7분면으로 인한 取勢를 강조하고 있다.
단령의 트임 사이로는 붉은 첩리와 녹색 안감이 보인다, 의자의 손잡이는 양옆으로 뻗쳐 있으며, 화폭의 오른 쪽 의자손잡이 위로는 세모꼴의 무(윗옷의 양쪽 겨드랑이 아래에 대는 딴 폭)가 보여 17세기 前半초상화의 특징을 보여준다.
1604년(선조37)에 扈聖, 宣武, 淸難 三功臣의 공신상을 제작하라는 왕명이 내려졌는데, 그 당시에 그려진 초상화로 추정된다. 
「이공기 호성공신교서(李公沂 扈聖功臣敎書)」는 선조 37년(1604) 10월에 내린 공신 교서로 공적 사례, 공신에 대한 포상과 특전, 공신의 명단, 사실증명 등을 차례로 적고 있으며, 비단에 두꺼운 선지를 포개 붙여 만든 것으로 두루마리 형태이다.
「이공기 초상(李公沂 肖像)」은 오사모(烏紗帽)에 단령(團領)을 입고 공수자세(拱手姿勢)를 취하고 의자에 앉아 있는 좌안 7분면(左顔七分面)의 전신좌상(全身坐像)으로 전체적인 형식이나 표현기법에 있어서 17세기 전반 공신상의 전형적인 특색을 보이고 있어 조선중기의 초상화 제작, 양식, 복식사 연구에 중요한 자료이다.

## 참고 자료
- 이공기 호성공신교서 및 초상 - 국가유산청 국가유산포털